# Daniel Swarovski
Daniel Swarovski (n. 24 octombrie 1862, Georgenthal bei Gablonz⁠(d), Imperiul Austriac – d. 23 ianuarie 1956, Wattens, Tirol, Austria) a fost un sticlar și bijutier austriac născut în Boemia. Tatăl său a fost un tăietor de sticlă slovac care deținea o mică fabrică de sticlă, iar Swarovski a învățat arta tăierii sticlei în fabrica tatălui său. În 1892 el a patentat o mașină de tăiat electrică care facilita producerea de bijuterii din cristal.